# 닐스의 신기한 여행

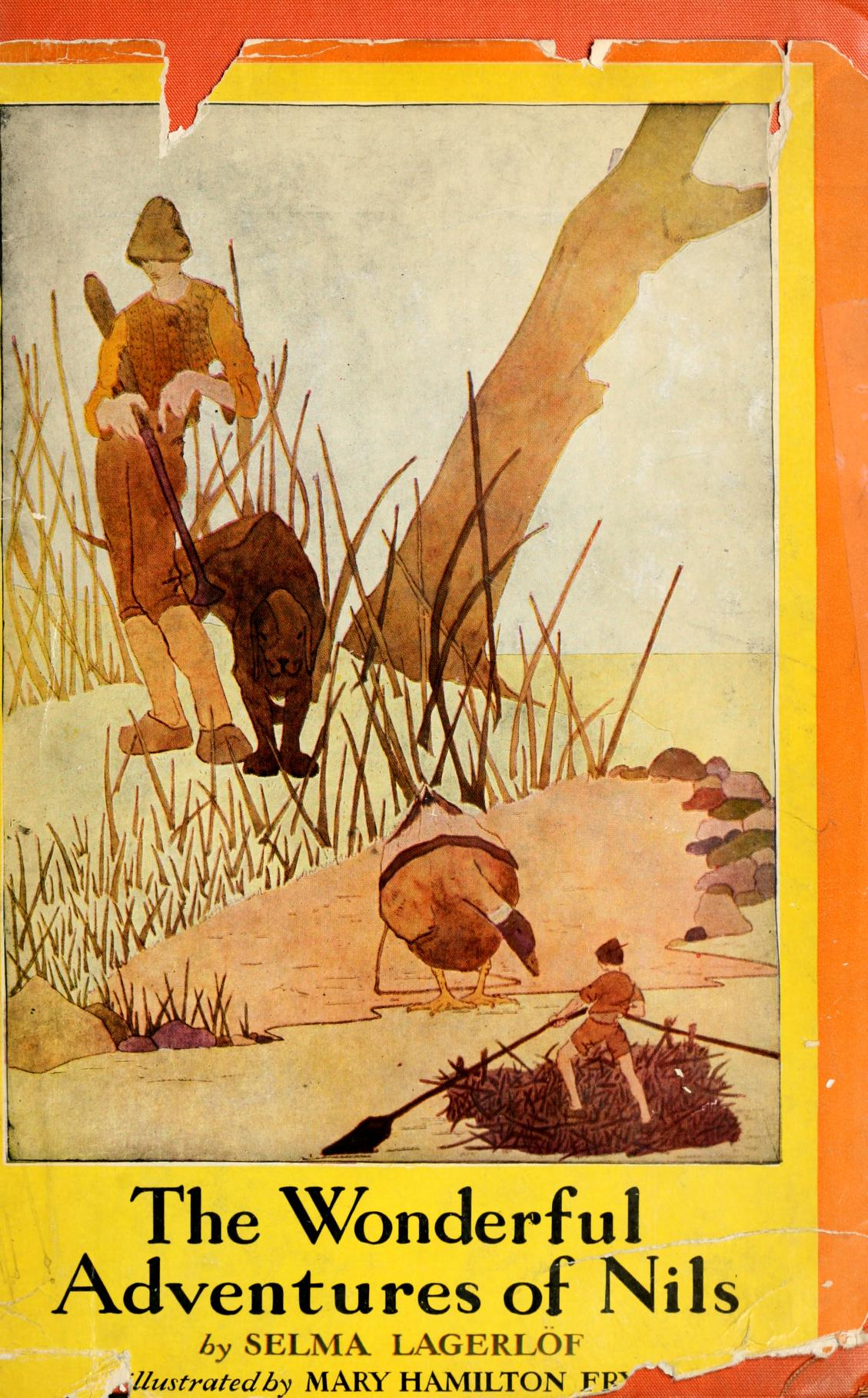
1936년 표지

《닐스의 신기한 여행》(스웨덴어: Nils Holgerssons underbara resa genom Sverige) 또는 닐스의 이상한 여행, 닐스의 이상한 모험, 닐스의 신기한 모험, 닐스의 모험은 스웨덴의 작가 셀마 라겔뢰프가 1906년에 집필한 아동 문학 소설이다. 원작은 《닐스 홀게르손의 신기한 스웨덴 여행》(문화어: 닐스 홀게르쏜의 신기한 스웨리예 려행)이다.

## 줄거리
스웨덴 남부에 사는 소년인 닐스 홀게르손(Nils Holgersson)은 장난기 많은 소년으로서 가축들을 괴롭히는 경우가 많았다. 어느 일요일 아침에 부모님이 교회에 가서 집을 비운 사이에 닐스는 집에서 요정인 톰테(Tomte)를 잡았다. 그렇지만 요정 톰테가 닐스에게 마법을 거는 바람에 닐스는 난쟁이가 되고 만다.
키가 작아진 닐스는 동물들의 말을 이해하게 되지만 평소 닐스에게 괴롭힘을 당하던 가축들은 키가 작아진 닐스의 모습을 보면서 기회를 놓치지 않고 닐스에게 복수를 가하게 된다. 거위인 모텐(Morten)은 우연히 지나가는 기러기들로부터 "날지 못하는 새"라는 조롱을 받게 된다. 이에 분노한 모텐은 모텐을 잡으려던 닐스와 함께 먼 곳으로 떠나고 만다. 닐스와 모텐은 기러기 대장인 악카(Akka)의 명령을 받고 기러기들과 함께 라플란드를 여행하게 된다.
닐스는 모텐의 등에 타고 기러기들과 함께 하늘을 날면서 다양한 곳을 여행한다. 닐스는 여러 곳에서 다양한 동물들과 만나면서 성장하게 된다. 일행은 라플란드에 도착하면서 한여름을 보내게 된다.
가을에는 남쪽에 위치한 스코네로 떠나게 된다. 닐스의 집에 다가오게 되자 악카 대장은 모텐을 희생해야 한다고 주장했지만 모텐이 한발 먼저 닐스의 집으로 귀환했다. 닐스의 부모님은 모텐을 팔기 위해 목을 졸라 도살하기로 했지만 닐스는 모텐을 도살하면 안 된다고 호소하면서 인간으로 돌아가게 된다.
인간으로 돌아온 닐스가 부지런한 소년으로 성장하는 모습을 보면서 닐스의 부모님은 기뻐하게 된다. 인간으로 돌아간 닐스는 새의 등에 탈 수도 없고 동물들의 말을 이해할 수 없게 되었지만 새벽과 함께 하늘을 나는 기러기들에게 이별을 고하게 된다.

## 기타
아래는 닐스가 여행한 곳들 중에서 몇몇 지역이다.

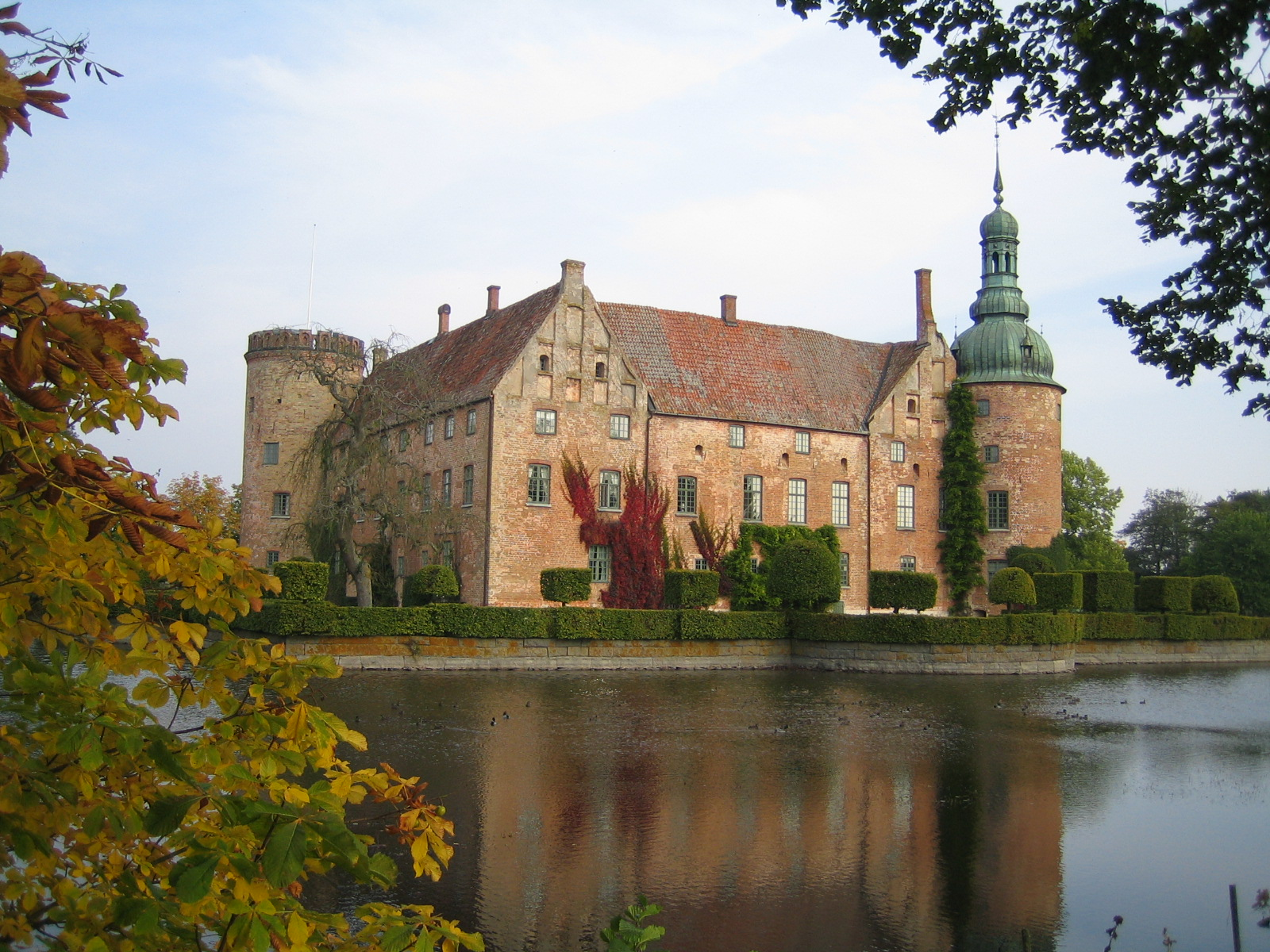
비쇠블레 성
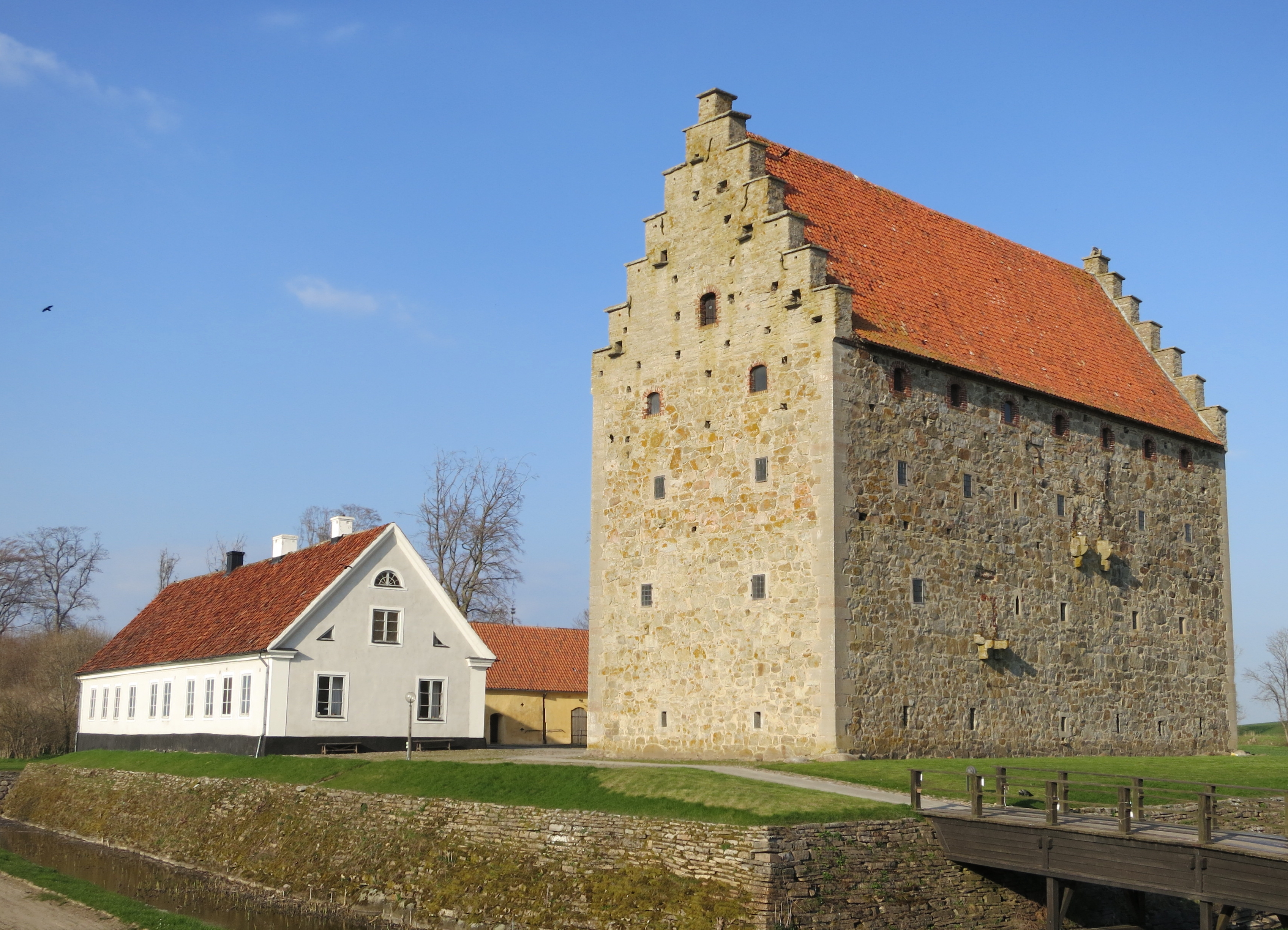
글리밍에후스 성
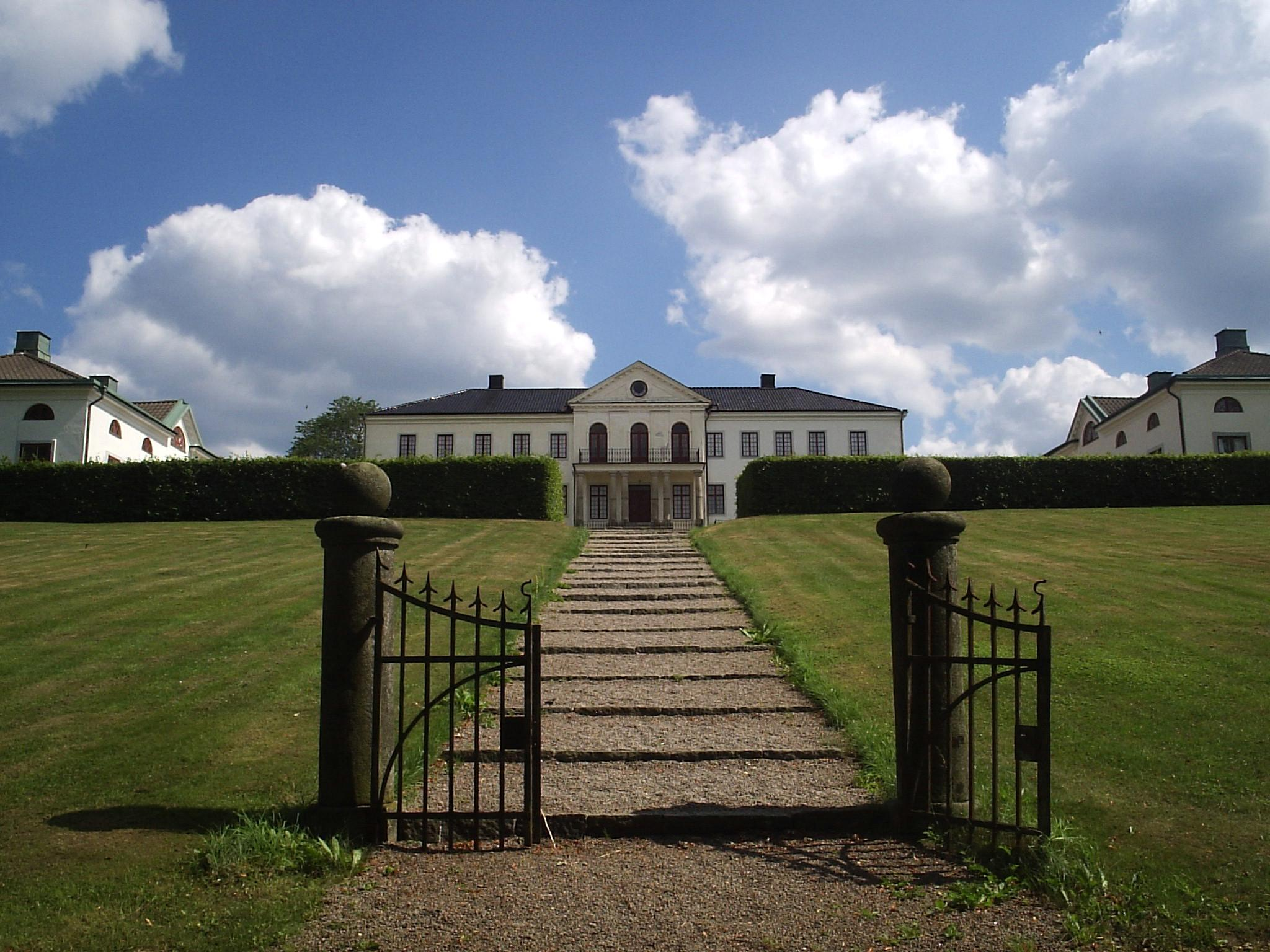
내스 성

## 같이 보기
- 르 몽드가 선정한 세기의 도서 100권